# Tennant Creek
Tennant Creek – miasto w Terytorium Północnym w Australii w odległości 990 km na południe od Darwin i 510 km  na północ od Alice Springs. Znane jest z wydobycia złota.

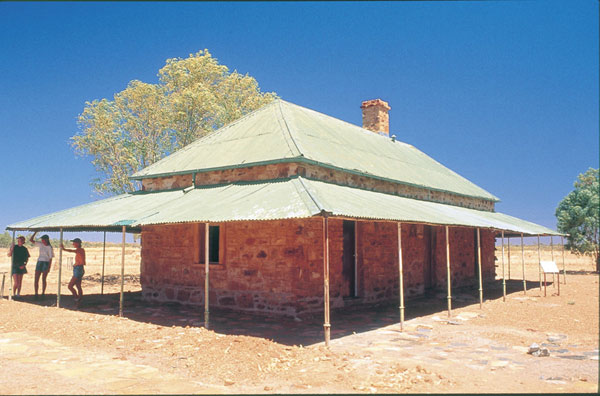
Stacja telegraficzna

W pobliżu Tennant Creek znajduje się historyczna stacja telegraficzna z XIX wieku.

## Klimat
| Miesiąc | Sty  | Lut  | Mar  | Kwi  | Maj  | Cze  | Lip  | Sie  | Wrz  | Paź  | Lis  | Gru  | Roczna |
| --- | ---- | ---- | ---- | ---- | ---- | ---- | ---- | ---- | ---- | ---- | ---- | ---- | ------ |
| Średnie temperatury w dzień [°C]                                                                           | 36.7 | 35.8 | 34.8 | 32.3 | 27.8 | 24.8 | 25.1 | 27.5 | 32.5 | 35.2 | 36.7 | 37.0 | 32,2   |
| Średnie dobowe temperatury [°C]                                                                            | 30.1 | 30.2 | 29.2 | 26.7 | 22.1 | 19.0 | 18.9 | 20.9 | 25.8 | 28.6 | 30.4 | 31.0 | 26,1   |
| Średnie temperatury w nocy [°C]                                                                            | 25.0 | 24.8 | 23.5 | 20.8 | 16.4 | 13.1 | 12.7 | 14.3 | 19.0 | 22.0 | 25.1 | 25.0 | 20,0   |
| Opady [mm]                                                                                                 | 128  | 133  | 45.7 | 15.4 | 8.1  | 4.4  | 4.1  | 2.5  | 4.8  | 17.2 | 46.9 | 83.2 | 499    |
| Średnia liczba dni z opadami                                                                               | 10.5 | 9.6  | 4.7  | 1.7  | 1.4  | 0.9  | 0.8  | 0.4  | 1.8  | 3.4  | 5.9  | 8.6  | 49,7   |
| Średnie usłonecznienie [h]                                                                                 | 285  | 266  | 291  | 297  | 304  | 294  | 313  | 332  | 309  | 313  | 294  | 276  | 3587   |
| Źródło: Bureau of Meteorology (liczba dni z opadami dla wartości 0,1 mm, wysokość 376 m n.p.m., 1991-2020) |      |      |      |      |      |      |      |      |      |      |      |      |        |

## Transport
- Stuart Highway
- Barkly Highway

W mieście funkcjonuje port lotniczy Tennant Creek.